# Artists4Ceasefire
Umělci pro příměří (Artists4Ceasefire) je neformální skupina herců, filmařů a dalších umělců usilujících o okamžité a trvalé příměří ve válce mezi Izraelem a Hamásem (2023–2024), dodávky humanitární pomoci civilistům a propuštění všech rukojmí. Iniciativa vznikla 20. října 2023.
Původně skupina převážně amerických umělců získala přívržence i v dalších zemích, kteří se snaží oslovit místní politiky a veřejnost k podpoře svých požadavků.

## Symbol ruky
„Červené pozadí odznaku symbolizuje naléhavost výzvy k záchraně životů. Oranžová ruka vyjadřuje krásné společenství lidí ze všech prostředí, kteří se spojili na podporu lidskosti. Srdce, jež je uprostřed ruky, je výzvou, aby nás vždy vedlo srdce a láska,“ uvádí organizace na svém webu. Podle webu Snopes měla být inspirací pro vznik ulsterská rudá ruka (symbol pro irskou provincii Ulster).
Izraelská vláda a novinář deníku New York Post, David Kaufman, naopak poukázali na přílišnou podobnost symbolu se symbolem červené ruky připomínající zlynčování dvou izraelských vojáků v Ramalláhu. Podle bezpečnostního analytika Milana Mikuleckého je navíc symbol nutné vykládat v kontextu izraelsko-palestinského konfliktu, v němž je Palestinci používán právě jako symbol masakru Židů. Volbu nevhodného symbolu zkritizovala i Brooke Goldsteinová, šéfka neziskové organizace Lawfare Project bojující proti antisemitismu a na ochranu lidských a občanských práv židovských komunit po celém světě, jež jej považuje za „groteskní symbol vražedné nenávisti k Židům“. Factcheckingový server Snopes tuto interpretaci, která spojuje symbol oranžové ruky se zlynčováním dvou izraelských vojáků v Ramalláhu, považuje za nepravdivou dezinformaci.

## Aktivity

### 96. ročník udílení Oskarů
Během 96. ročníku udílení Oscarů měli někteří umělci (Billie Eilish, Mark Ruffalo, Ava DuVernay, Misan Harriman, Mahershala Ali, Riz Ahmed …) připnutý na oděvu odznak se symbolem oranžové ruky s červeným srdcem na červeném pozadí. Odznak má symbolizovat naléhavost situace (červené pozadí), spojení lidí z různých prostředí (oranžová ruka) a potřebu vnímat situaci srdcem a s láskou (červené srdce).

### Anděl 2023
Na předávání hudebních cen Anděl v Česku rozvinula transparent s nápisem „Artists for ceasefire“ skupina dvaceti umělců, včetně písničkáře Tomáše Kluse.

### 66. ročník udílení cen Grammy
Během předávání cen na 66. ročníku udílení cen Grammy vyjádřila svou podporu iniciativě skotská zpěvačka Annie Lennox a někteří další umělci měli připnutý odznak iniciativy na oblečení.

### Otevřený dopis americkému prezidentovi Joe Bidenovi
Iniciativa také stojí za otevřeným dopisem americkému prezidentovi Joe Bidenovi a Kongresu Spojených států amerických požadujícím aktivitu amerických politiků směrem k okamžité deeskalaci situace, poskytnutí humanitární pomoci a zajištění okamžitého příměří.
Dopis podepsali například Bradley Cooper, Tom Hardy,  Kirsten Dunstová, Viggo Mortensen, Richard Gere, Cate Blanchettová, Annie Lennox, Selena Gomezová, Milla Jovovich, Jenna Ortega, Lupita Nyong'o, Ben Affleck, John Cusack nebo Joaquin Phoenix.